# Буско-Здруй
Бу̀ско-Здруй (на полски: Busko-Zdrój) е балнеоложки курортен град в Югоизточна Полша, Швентокшиско войводство. Административен център е на Буски окръг и на Буска община. Заема площ от 12,28 км2.

## География
Градът се намира в историческия регион Малополша (Сандомежка земя). Разположен е в географския регион Понидже.

## Население
Населението на града възлиза на 16 092 души (2017 г.). Гъстотата е 1310 души/км2.

## История
Първото споменаване на Буско-Здруй е в папска була от 1166 година, в която се говори за селището Бугск и неговата църква. В периода 1180 – 1186 рицарят от село Хотел Червони Дзержко създава край построената от него църква манастир на норбентинците. През 1252 година княза на Сандомеж и Краков Болеслав V Срамежливи дава право на манастира да извлича сол от минералната вода край селището и това е първото засвидетелстване за наличието и в района. Градски права на Буско са дадени през 1287 година от княз Лешек Черни.
Лекарят от Пинчов Йохан Винтерфелд е първият, който проучва лечебните свойства на водата, годината е 1808. През 1820 година Феликс Жевуски започва изграждането на минерални бани по проект на полския архитект от италиански произход Енрико Маркони (Хенрик Марцони), те са открити тържествено през 1836 година. Загубата на градски права през 1869 година се отразява негативно на развитието на Буско но благодарение на д-р Александер Добжански, който в края на XIX век е наемател на минералните бани курорта започнал да се развива с бързи темпове.
В периода между двете световни войни по инициатива на Шимон Старкевич е изграден санаториума за деца „Гурка“ (Хълм).

## Санаториуми
- Оздравителен санаториум „Марцони“
- Санаториум "Влукняж
- Оздравителна болница „Кристина“
- Оздравителен санаториум "Рафал
- Оздравителен санаториум „Нида-Здруй“
- Санаториум „Вила Жельона“
- Оздравителен санаториум „Миколай“
- Оздравителен санаториум "Бристол'
- Санаториум „Обленгорек“
- Санаториум „Ф.В.П. Пшистан“
- Оздравителен санаториум „Словацки“
- Санаториум „Стефан“
- Оздравителен санаториум „Астория“
- Детска болница за пълна рехабилитация „Гурка“
- 21-ва военна оздравително-рехабилитационна болница

## Градове партньори
- Steinheim, Германия
- Сигетсентмиклош, Унгария
- Specchia, Италия
- Хаукипудас, Финландия
- Хмилник, Украйна

## Фотогалерия
- Сградата на общината
- Староството
- Старата поща
- Вила „Замък Дерслав“
- Енорийска църква
- Санаториум „Бристол“
- Санаториум „Нида“